# Antonov An-225 Mriya
Dimensions
L'Antonov An-225 Mriya (en ukrainien : « Ан-225 Мрія », signifiant « aspiration », « désir ardent vers un objectif » ou « rêve » en français, Code OTAN : Cossack) est un avion de transport très gros porteur, conçu dans les années 1980 en unique exemplaire par l'OKB Antonov en République socialiste soviétique d'Ukraine. Il est développé à l'origine comme un agrandissement de l'Antonov An-124 pour transporter la navette spatiale soviétique OK-1.01 et son lanceur Energuia avant l'annulation du programme spatial Bourane en 1993. Après avoir rempli avec succès plusieurs missions militaires, l'avion est mis sous stockage pendant huit ans. C'est seulement en 2000 que l'avion est remis en état et affrété par la compagnie Antonov Airlines pour le transport de charges exceptionnelles par voie aérienne.
Cet avion aux dimensions impressionnantes est le plus long et le plus lourd avion du monde, et le troisième en envergure, derrière le Stratolaunch (117 m) et l'hydravion H-4 Hercules (97,54 m). Il est capable de transporter des charges volumineuses pesant jusqu'à 250 tonnes avec une autonomie de 4 000 à 14 500 km selon la charge. Un deuxième exemplaire était en cours de construction à la fin des années 1980, il devait servir pour des tests statiques. Assemblé à environ 70 %, il lui manque les systèmes de propulsion, hydraulique et informatique.
Le 27 février 2022, trois jours après le début de l'invasion de l'Ukraine par la Russie, l'avion qui est entreposé dans un hangar de l'aéroport de Hostomel, situé au nord de Kiev, est détruit par deux bombes durant l'assaut des forces russes sur l'aéroport.
Le 9 novembre 2022, le PDG d'Antonov annonce la reconstruction d'un deuxième An-225 en réutilisant 30 % des pièces du premier exemplaire détruit. L'assemblage sera réalisé dans un lieu tenu secret et le nouvel appareil ne sera présenté qu'une fois le conflit russo-ukrainien terminé.

## Contexte
L'avion-cargo géant Antonov-225 est conçu dans les années 1980 pour répondre aux besoins du programme spatial soviétique. L'Union soviétique décide au milieu des années 1970 de construire une navette spatiale baptisée Bourane en réponse à la navette spatiale américaine en cours de développement. Mais il faut régler le problème du transport de la navette spatiale entre le lieu de sa fabrication (Kouïbychev (aujourd'hui Samara)) et la base de lancement de Baïkonour située au milieu d'un désert. Le diamètre de la navette  spatiale russe est incompatible avec le gabarit ferroviaire soviétique limité à 4,5 mètres. Plusieurs solutions sont envisagées puis rejetées comme le  transport par péniche sur la Volga jusqu'à son embouchure puis le transport par voie ferrée sur une ligne créée à cet effet (trop couteux) ou le transport sous élingues par un hélicoptère géant MI-26 (trop dangereux, rayon d'action limité).
Les ingénieurs soviétiques décident de reprendre la solution de leurs homologues américains : le transport à dos d'avion. Mais contrairement à la NASA qui peut aménager un Boeing 747 pour son besoin, l'Union soviétique ne dispose pas à l'époque d'un avion de transport adapté. On envisage de construire un super-avion comme le Gerakl, un triplan de 900 tonnes, mais ce projet, jugé trop ambitieux, est abandonné. Les trois plus gros avions de transport soviétiques sont à l'époque l'Antonov An-22, le Tupolev Tu-95 et l'Iliouchine Il-76 mais le TU-95 et l'IL-76 ont une dérive centrale qui ne permet pas de transporter une charge volumineuse sur le fuselage car celle-ci masque la dérive et génère de l'instabilité aérodynamique. Par contre, l'An-22, qui dispose d'un double empennage pourrait être utilisé après un certain nombre de modifications. Mais c'est finalement le Miassichtchev VM-T, version dérivée d'un bombardier qui est retenu en décembre 1977 bien que beaucoup plus petit que les avions précédents. Mais, du fait de sa moindre capacité (50 tonnes), la navette spatiale est placée sur le dos de l'avion dans un état d'achèvement partiel (sans ses moteurs et les tuiles du bouclier thermique) pour abaisser le poids. L'étage Energia qui doit placer en orbite la navette spatiale et qui souffre du même problème de taille (diamètre de 7,75 mètres) est transporté par morceau à Baïkonour avant d'y être assemblé. Deux avions VM-T Atlant (Atlas en russe) sont utilisés pour transporter les maquettes du lanceur et de la navette puis les modèles de vol entre 1982 et 1988.

## Historique

### Conception
L'utilisation des avions VM-T, mal adaptés, n'est pas pérenne et le constructeur aéronautique soviétique Antonov propose de développer un avion de transport géant pour remplir cette tâche. L'Antonov An-225 doit avoir une masse maximale au décollage de 640 tonnes et une capacité d'emport de 250 tonnes. Son architecture repose sur celle de l'avion de transport An-124 mais avec des dimensions beaucoup plus importantes, six moteurs au lieu de quatre, et un double empennage, bien dégagé des turbulences engendrées par la charge portée sur le dos. Sa capacité lui permet de transporter le lanceur Energia complet ou la navette Bourane en état d'achèvement. Il est également conçu pour servir de plateforme  de lancement de lanceur aéroporté (projet MAKS). Le constructeur qui est basé en Ukraine décide de lui donner un nom ukrainien: Mriya (« Rêve » en ukrainien). Le développement est approuvé en mai 1987.

### Premier vol (1988)

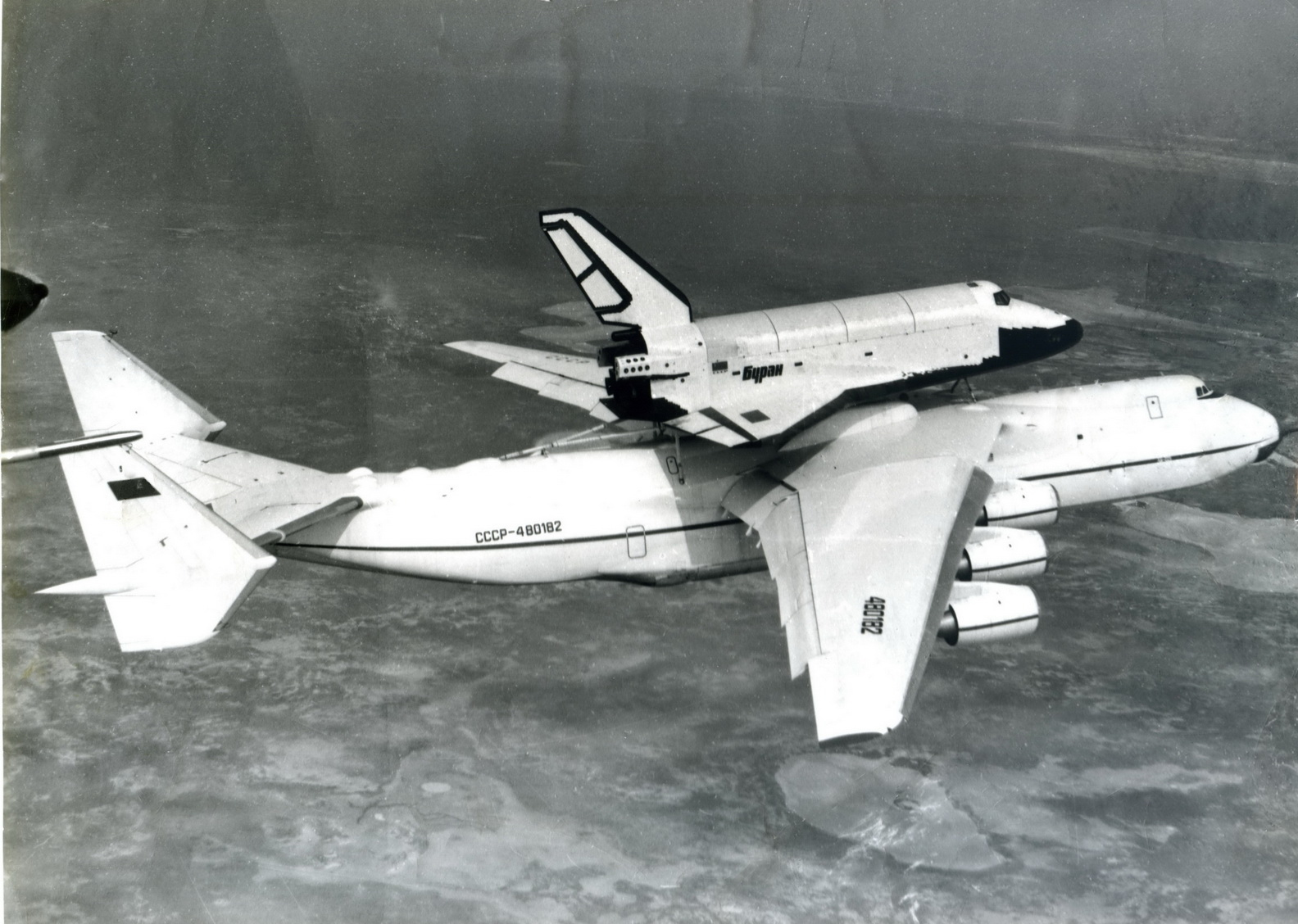
L'Antonov 225 transportant la navette spatiale Bourane en 1989.

L'avion effectue son premier vol à Kyïv le 21 décembre 1988. Au cours d'un vol de 3 h 30 min, le 22 mars 1989, l'An-225 bat 106 records du monde dont ceux de la masse maximale au décollage avec 508 200 kg, de la charge utile avec 156 300 kg et de l'altitude maximale avec charge en atteignant 12 340 m. Quelques jours plus tard, le 13 mai 1989, il décolle en portant la navette spatiale Bourane et participe au salon du Bourget en juin 1989,.

### Annulation du programme Bourane (1993)
La navette Bourane a effectué son premier vol (sans équipage) le 15 novembre 1988, soit 15 jours avant le premier vol de l'An-225. Mais la crise économique qui secoue l'Union soviétique depuis plusieurs années, puis la dissolution de l'Union soviétique qui intervient fin 1990 entraine le gel du programme Bourane. Deux vols prévus en 1990 et 1992 sont annulés et en juin 1993 le président Eltsine annonce l'abandon du programme qui avait couté 20 milliards de roubles. L'An-225, qui n'a jamais eu l'occasion de remplir son rôle n'a plus de raison d'être. Le seul An-225 construit est remisé en 1994, et ses six réacteurs sont déposés pour être réutilisés sur des An-124. La construction du second appareil est arrêtée.

### Réactivation comme avion de transport de charges exceptionnelles
L'An-225 est remis en état au printemps 2001 et réapparait au salon du Bourget cette même année. Il est désormais exploité par la compagnie ukrainienne Antonov Airlines pour le transport de charges particulièrement lourdes ou encombrantes. Symbole important en Ukraine, il participait tous les 24 août au défilé aérien de la fête nationale ukrainienne. A l'aéroport international de Tianjin Binhai (Chine), il dispose sur "son" point de chargement / déchargement / stationnement d'un marquage au sol indiquant : AN 225.
Après un an et demi d'amélioration, il effectue un vol d'essais le 25 mars 2020.

### Projets de relance de la chaîne de fabrication
Plusieurs projets de relance de la fabrication de l'avion sont lancés mais aucun n'aboutit :
- La construction d'un deuxième exemplaire avait été entamée dans les années 1980 puis interrompue en 1994 faute de commande ferme[8]. La rénovation de ce second appareil jusqu'alors remisé, avait été entamée en 2006 mais le projet est repoussé en 2008, puis finalement abandonné l'année suivante, l'appareil restant inachevé.
- Le 30 août 2016, un accord est annoncé entre Antonov et l'industriel aéronautique chinois Aviation Industry Corporation of China afin de permettre la production de nouveaux exemplaires en Chine à partir de 2019[9], avec la finalisation du second appareil inachevé en Ukraine[10] d'ici 2021 au plus tôt[11]. Ce projet ne s'est toutefois jamais concrétisé.
- Une version disposant d'une capacité d'emport encore plus grande, l'An-325, a été proposée par les bureaux d'études Antonov à la fin des années 1980 pour servir de plate-forme de tir[12] pour des systèmes de transport spatiaux[13] nationaux, comme la mini-navette MAKS soviétique[8], ou étrangers, comme le HOTOL britannique. Reprenant comme base le modèle 225, cet avion aurait été doté de deux réacteurs supplémentaires. Tout comme les deux avions spatiaux précédemment cités, le 325 n'a pas dépassé le stade de la soufflerie[14].

### Destruction de l'Antonov An-225

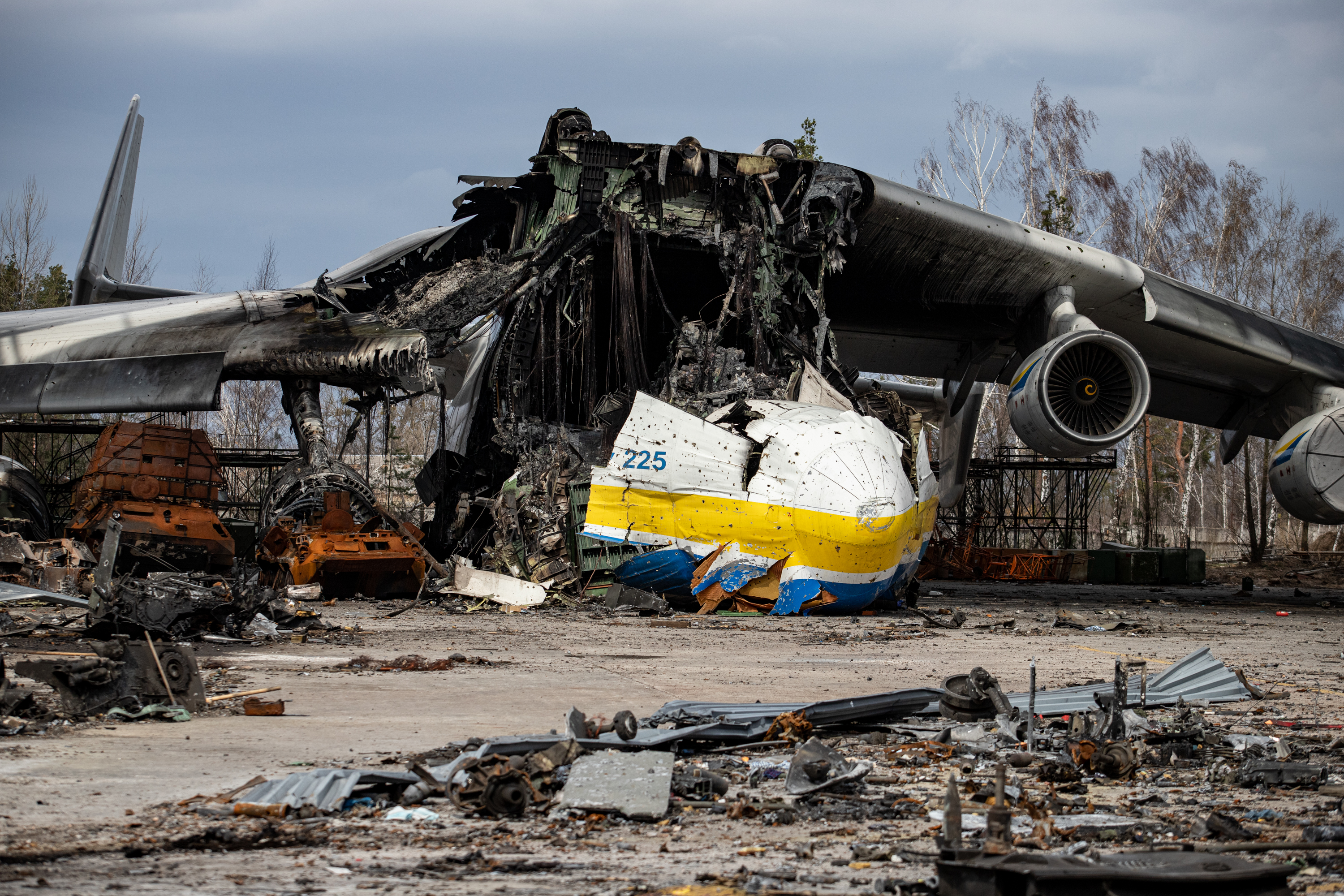
L'Antonov An-225 détruit après les bombardements du 24 au 27 février de la ville de Kyïv.

Le 24 février 2022, au début de l'invasion de l'Ukraine par la Russie en 2022, l'appareil est stationné à l'aéroport de Hostomel où il est en cours de révision lors de la tentative d'assaut aéroporté des forces russes. Au cours de la bataille, un incendie se déclenche dans le hangar où était entreposé l'avion. Le ministre ukrainien des affaires étrangères Dmytro Kouleba affirme que l'Antonov An-225 a été détruit par un incendie dû aux frappes des forces russes. À cette occasion, il déclare : « La Russie a détruit notre Mriya. Mais elle n’arrivera jamais à détruire notre rêve d’un État européen fort, libre et démocratique. Nous allons vaincre,,,,. »
La partie avant de l’appareil a été intégralement détruite, jusqu’à l’emplanture des ailes et au train d’atterrissage principal, à l’exception de l’avant du nez. Les extrémités des ailes et les moteurs droits semblent également endommagés, tandis que le reste de l’appareil apparaît peu abîmé, voire intact. Selon certains spécialistes, une réparation pourrait être effectuée en réutilisant une partie du fuselage du second An-225 mais serait complexe. Le coût des réparations, qui pourraient prendre jusqu'à cinq ans, est estimé par le groupe Ukroboronprom à trois milliards de dollars.

### Projet de reconstruction
Volodymyr Zelensky, le président ukrainien s'est dit favorable à la reconstruction de l'appareil le 19 mai 2022. L'appareil détruit pourrait servir de banque de pièces détachées pour finir un second An-225 qui n'a jamais été achevé et qui est stocké dans les locaux d'Antonov depuis la chute de l'URSS. Le coût total du projet est estimé à 850 millions de dollars,.
Ce projet est officiellement confirmé, pour la première fois, le 8 novembre 2022. La nouvelle est donnée par le PDG de l'entreprise Antonov, Ievgen Gavrylov, selon lequel la construction était déjà inaugurée, dans un lieu secret. 30 % de l'appareil est construit, en profitant des pièces du deuxième appareil, abandonné, et de celles de l'appareil détruit. Or, il faut attendre la fin de la guerre, pour que l'assemblage de l'appareil soit terminé, ainsi que la livraison de nouvelles pièces dans cette optique.

## Caractéristiques techniques

L'An-225 comparé à d'autres avions :
An-225
Hughes H-4 Hercules
Boeing 747-8
Airbus A380-800
Stratolaunch

L'An-225 est un hexaréacteur très gros porteur. Il est capable de transporter une charge de 250 tonnes environ, dans une soute de 43,32 mètres de long, 6,4 mètres de large et 4,4 mètres de haut soit plus de 1 200 mètres cubes. Comme sur tout gros porteur, les ailes ne sont pas absolument rigides et admettent une certaine flexion (vers le bas au sol et vers le haut en vol). Le débattement est ici de l'ordre de 6 mètres[réf. nécessaire]. Sa grue interne lui permet de charger ou décharger des masses jusqu'à 30 tonnes. Contrairement à l'An-124, qui peut ouvrir sa soute à l'avant et à l'arrière, le An-225 ne peut ouvrir sa soute qu'à l'avant. Son importante masse est répartie sur trente-deux roues. Le train avant peut s'abaisser, ce qui permet — la soute s'ouvrant par l'avant — de réduire la pente des rampes lors du chargement. Le chargement des 250 tonnes de matériel s'effectue ensuite grâce à un pont roulant de cinq tonnes installé dans la soute.
Les capacités de l'Antonov An-225 n'ont  jamais été utilisées au maximum de son potentiel. Cet avion-cargo s'avère être aussi maniable qu'un avion de ligne classique. En effet, au cours d'une démonstration en 1989 au-dessus du Bourget à l'occasion du salon aéronautique, il vira avec un angle de 45° avec la navette spatiale Bourane de 62 tonnes fixée sur son fuselage. Il peut transporter des hélicoptères de combat, des chars, des transformateurs, etc., toutes pièces lourdes et volumineuses entrant dans sa grande soute.
Début 2022, l'Antonov An-225 restait le plus gros avion volant (en longueur et en masse maximale au décollage).
L'immatriculation de l'unique exemplaire est UR-82060. Son nom de code OTAN est « Cossack » (l'An-124 ayant reçu  celui de « Condor »).

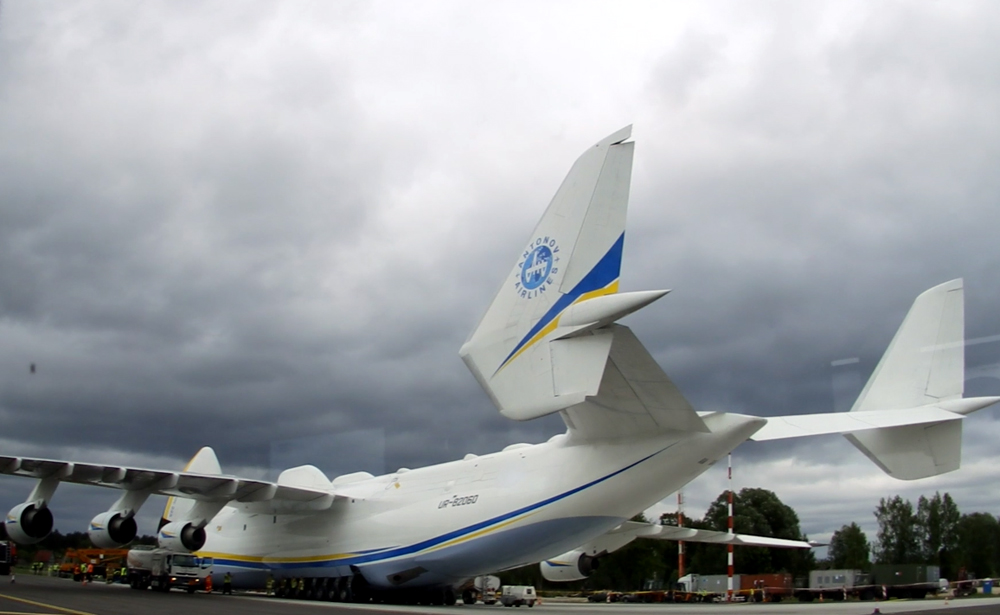
Double empennage arrière.
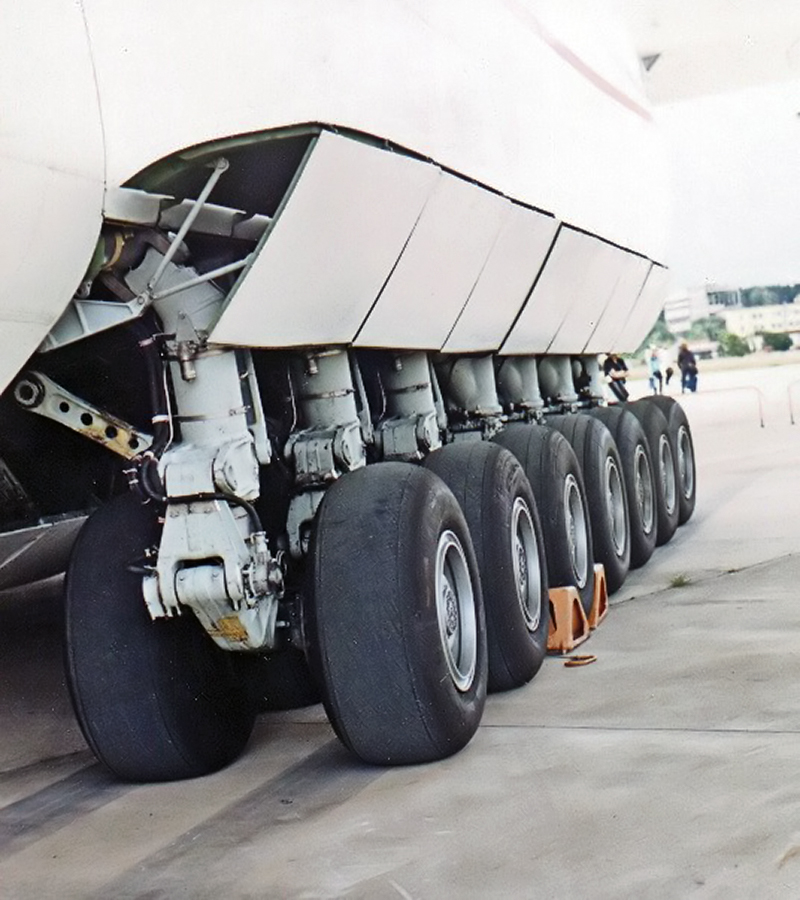
Train de roues principal.
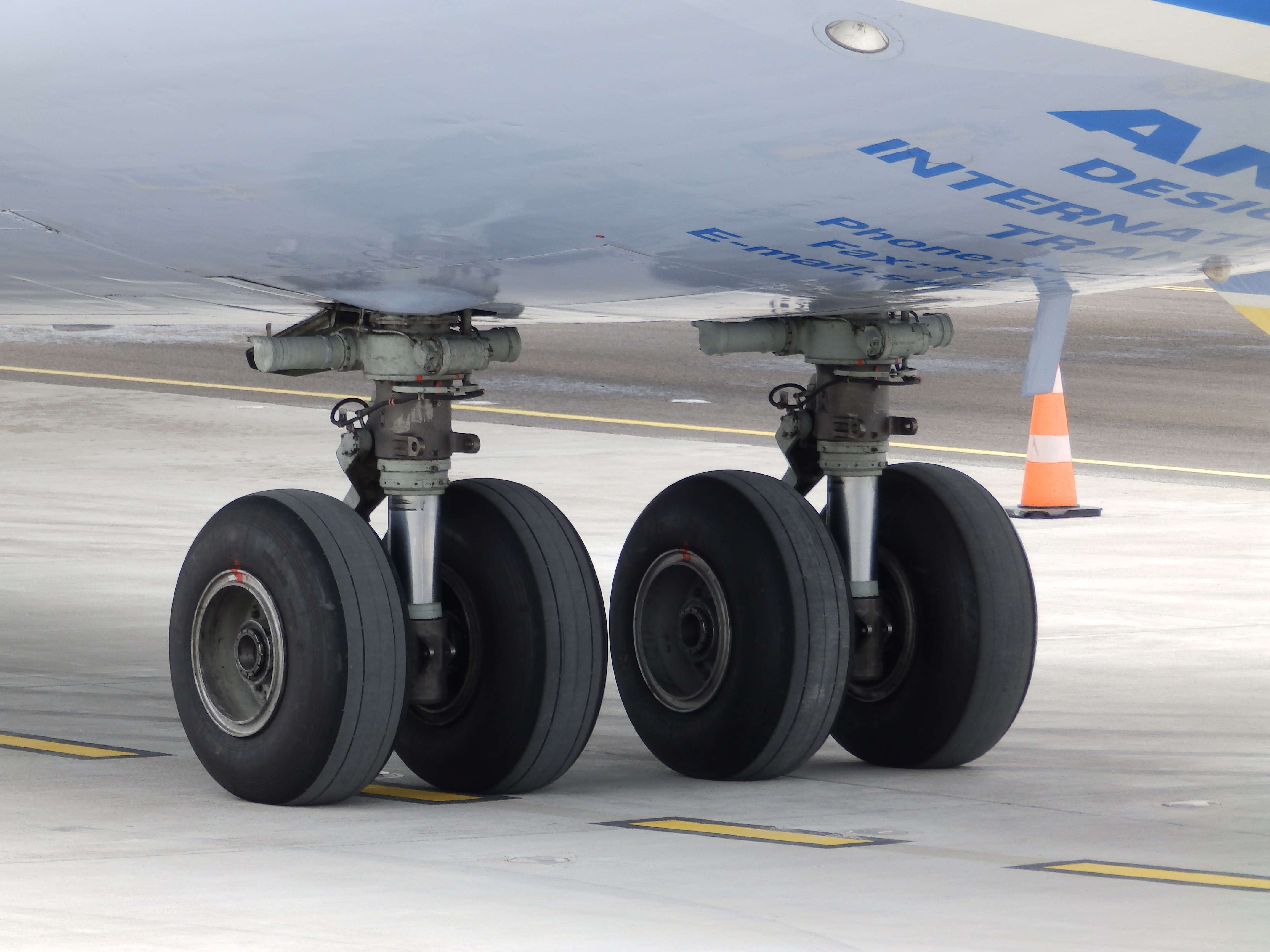
Trains de roues avant.
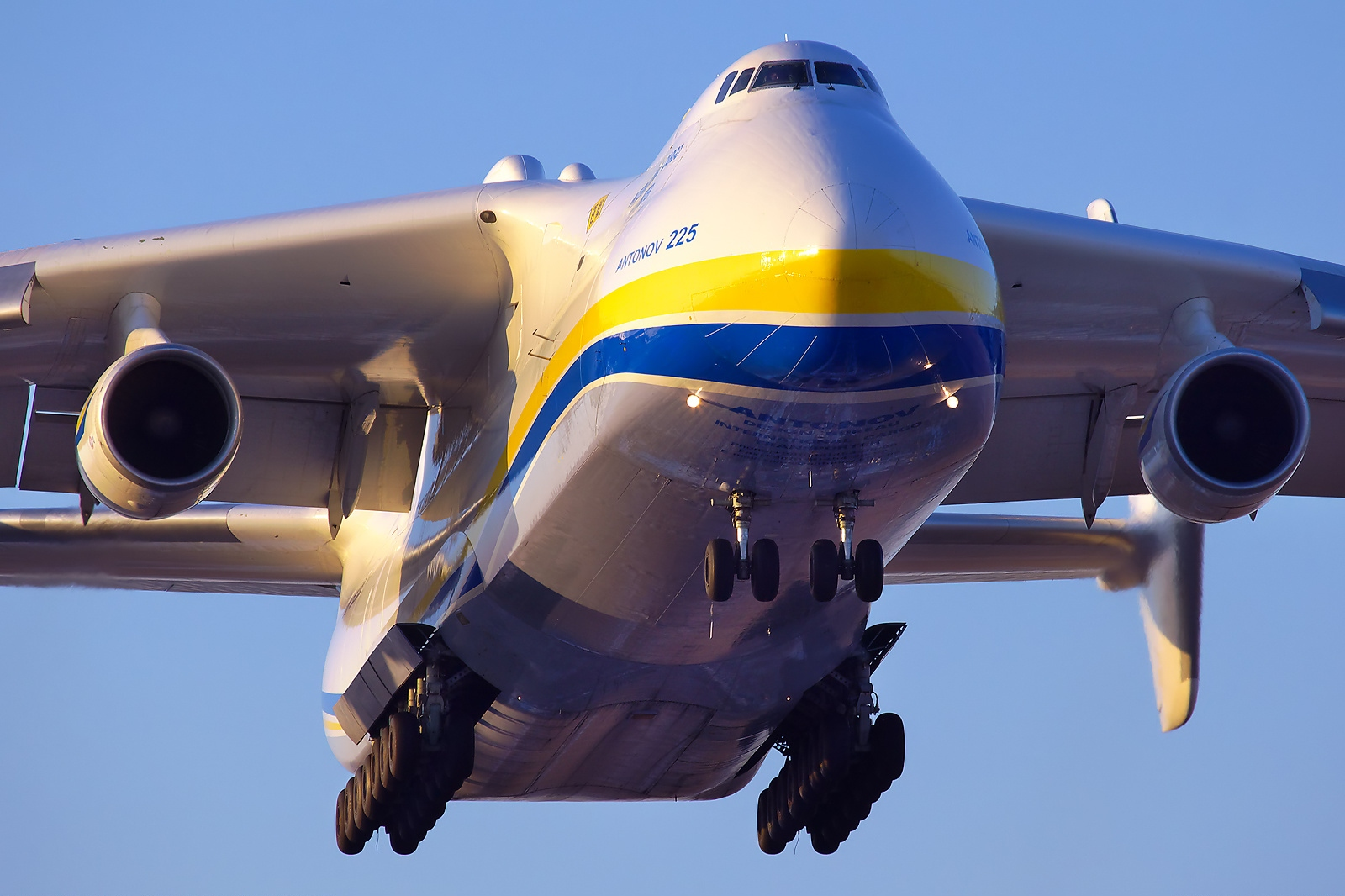
Configuration à l'atterrissage.
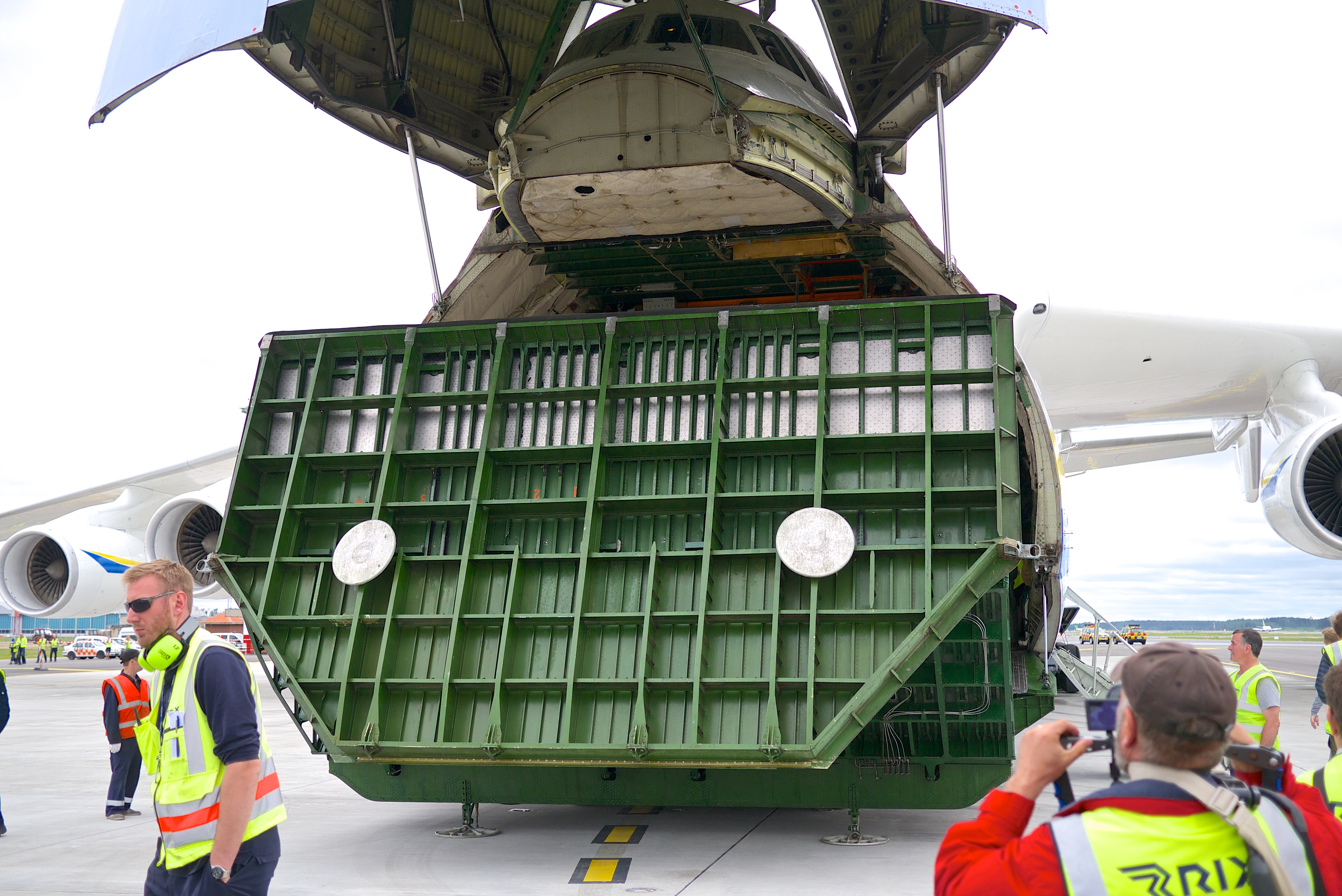
Ouverture de la soute.
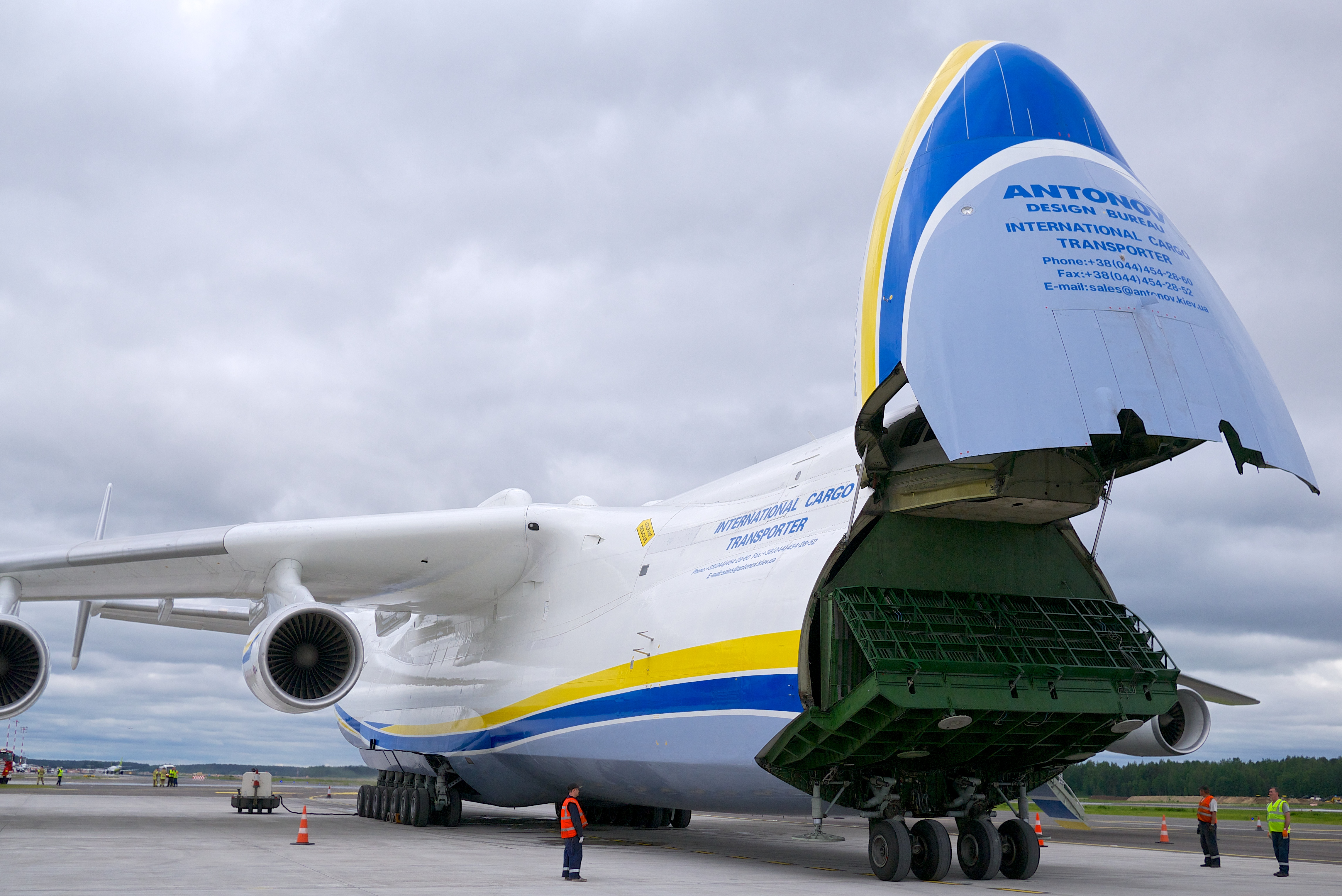
Ouverture de la soute.
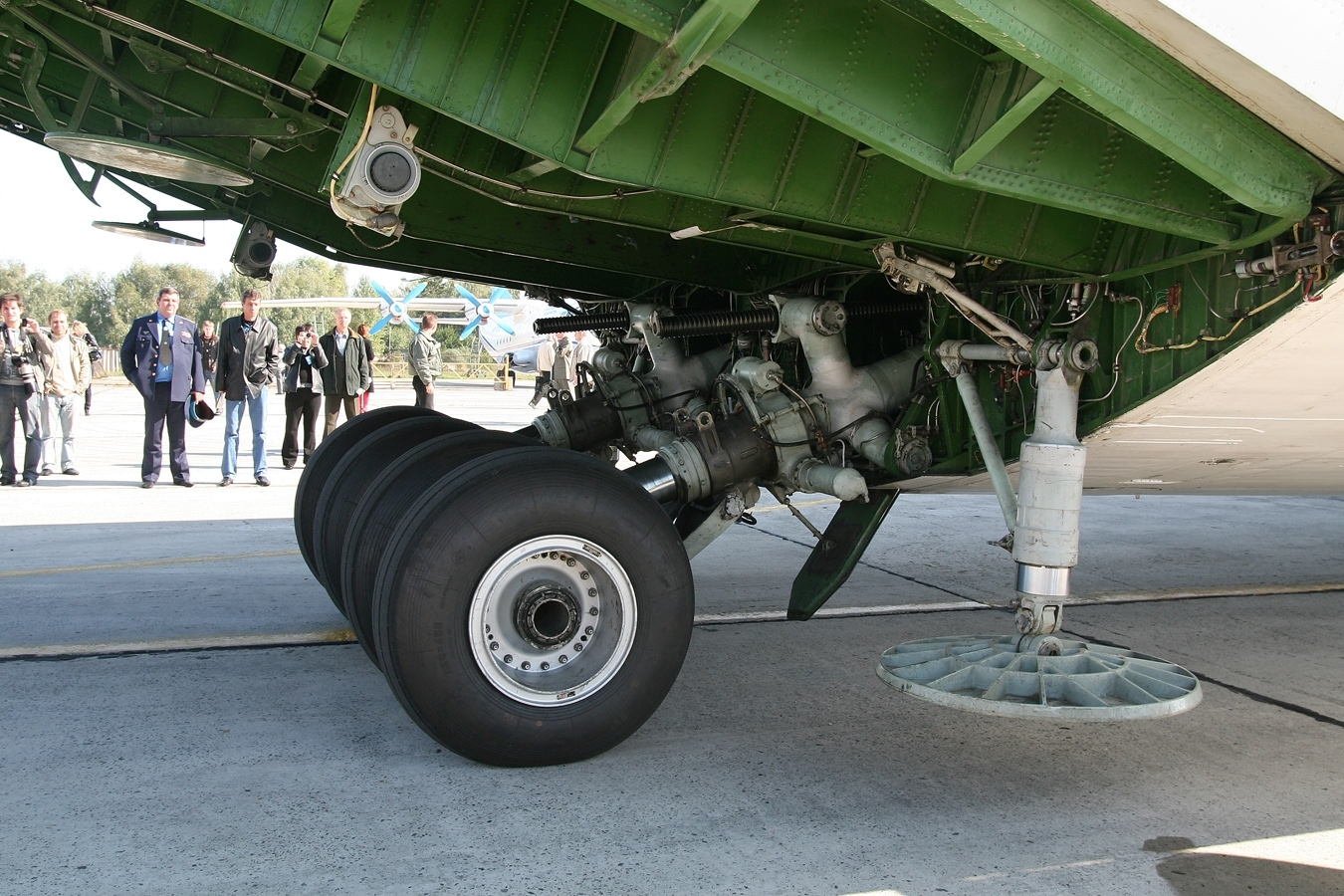
Ouverture de la soute.
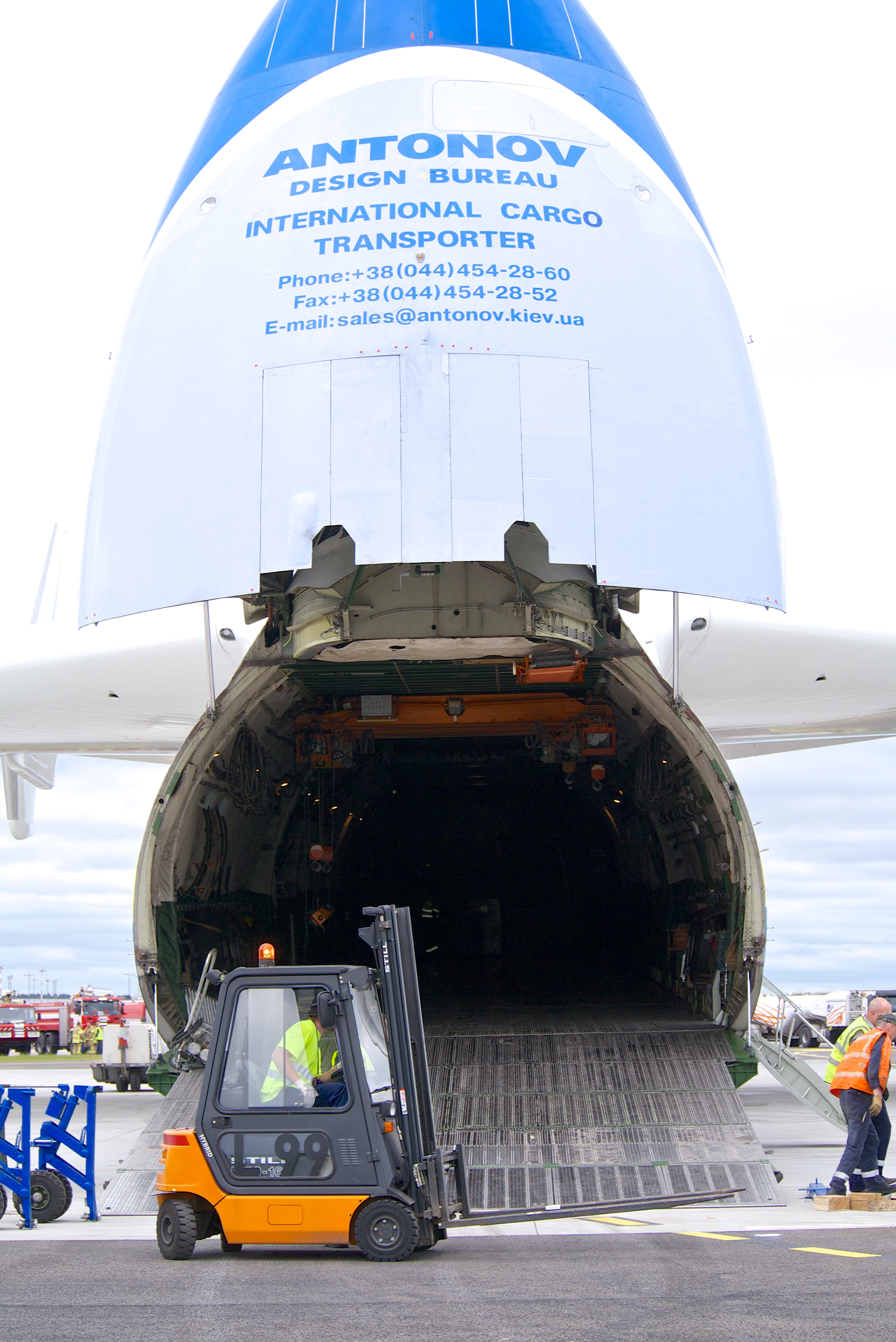
Ouverture de la soute.
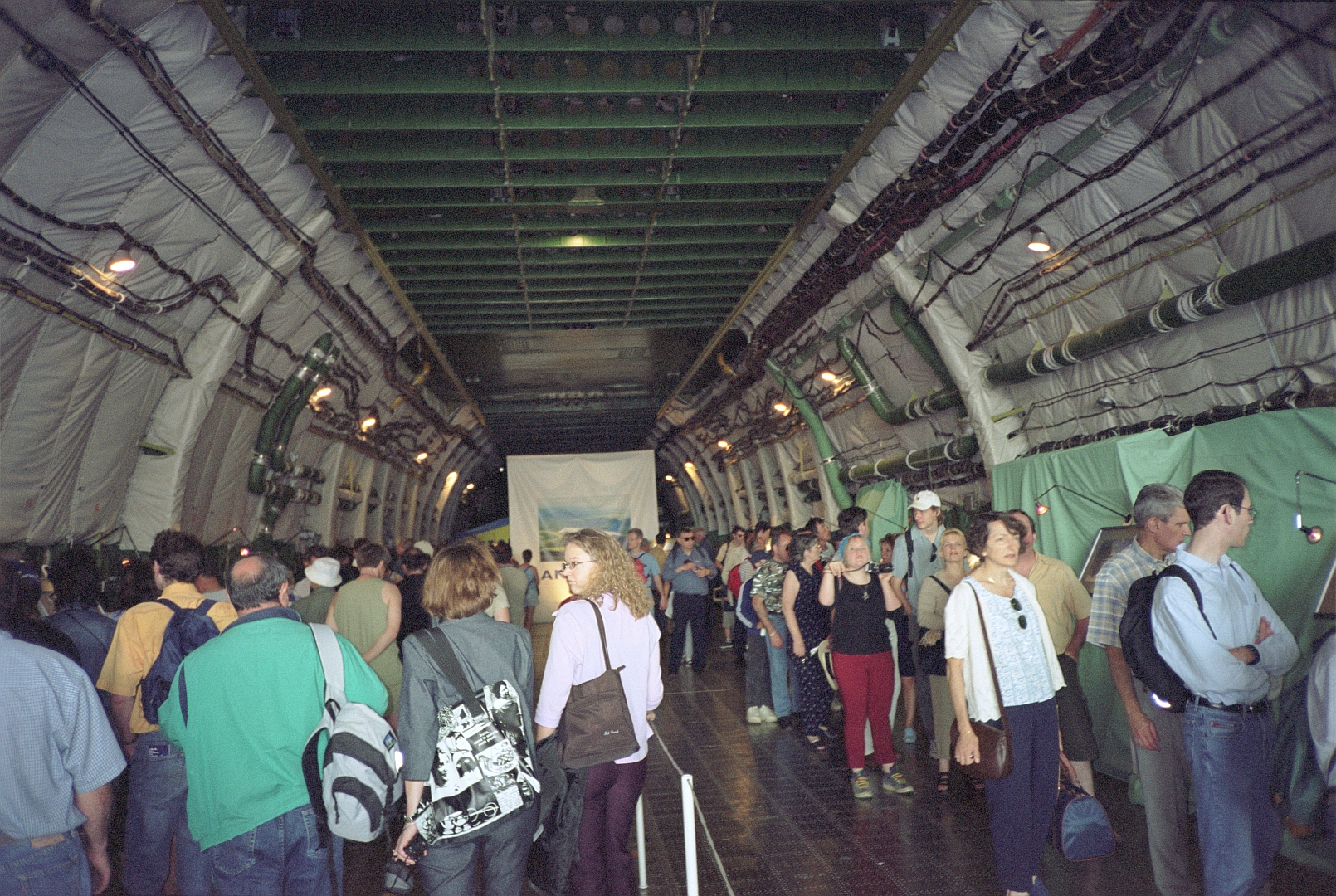
Intérieur de la soute.
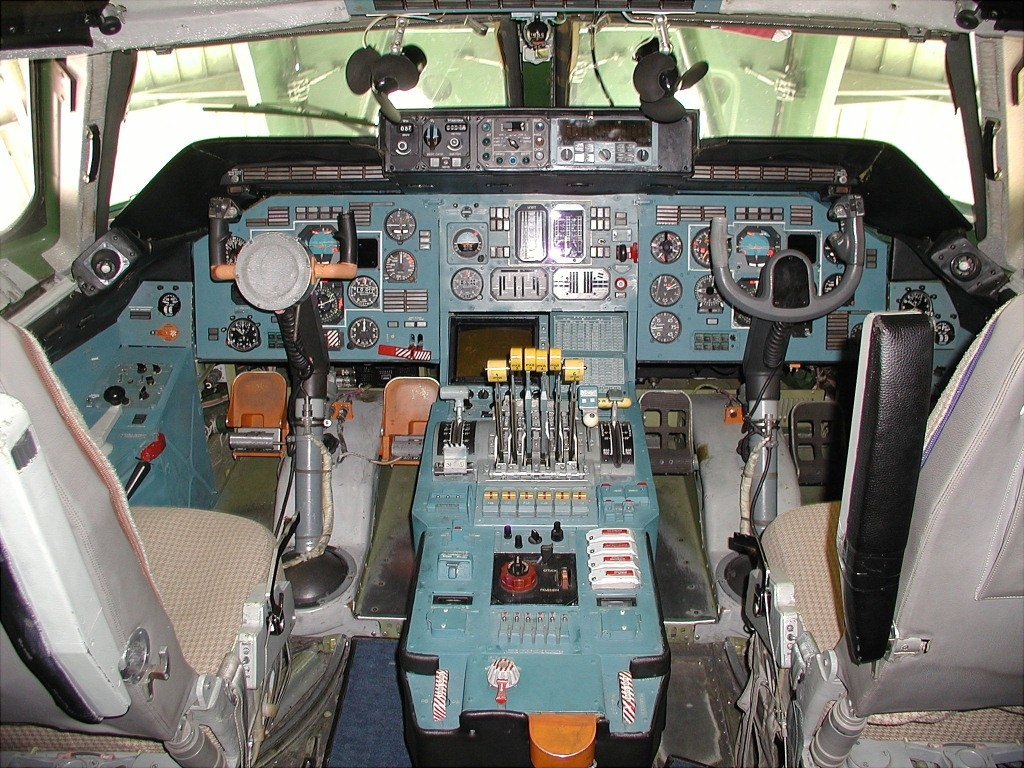
Cockpit.

## Quelques exemples d'utilisation

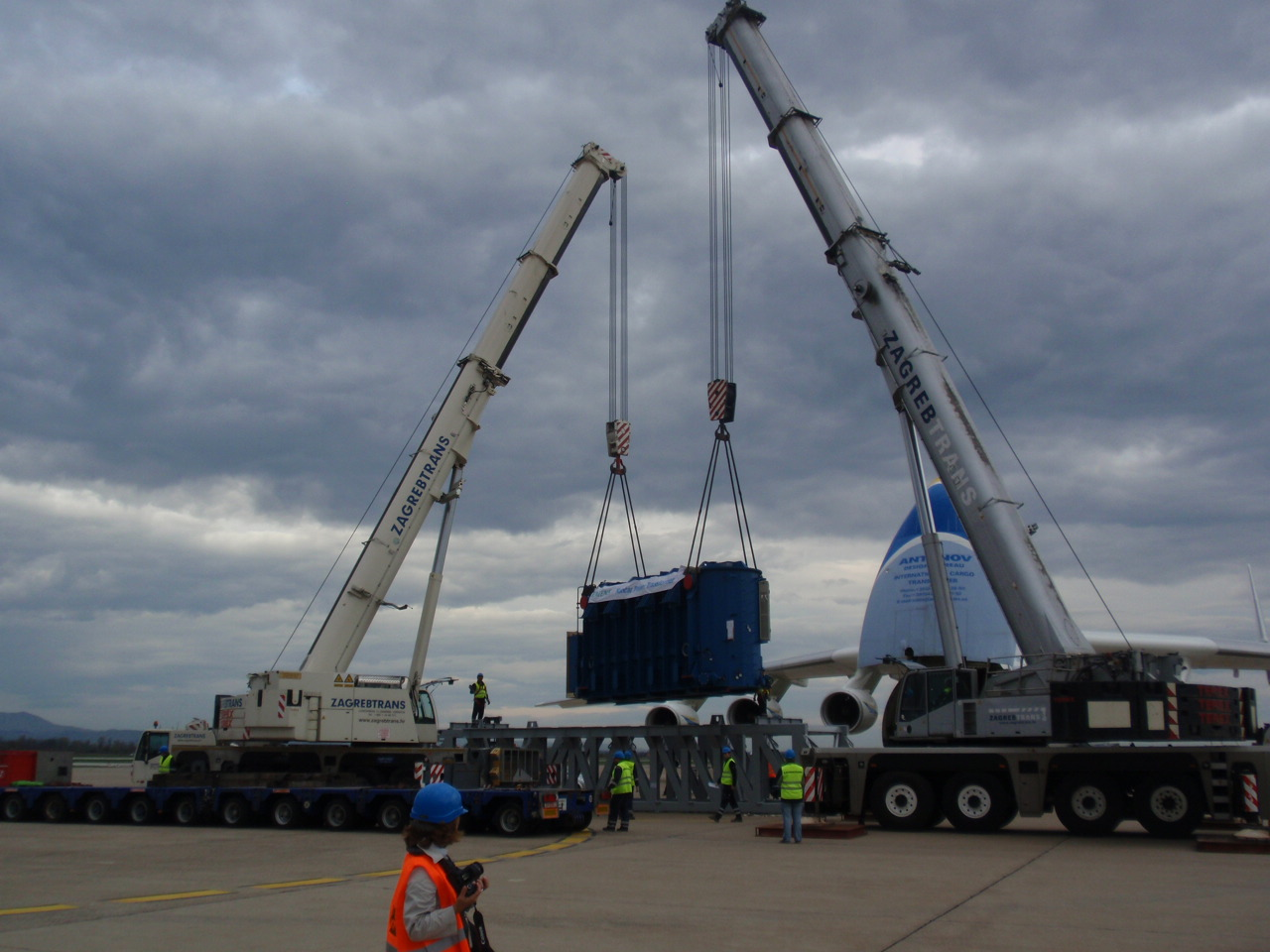
Transformateur KPT de 136 tonnes en train d'être posé sur un cadre en acier pour le An-225 à l'aéroport de Zagreb avec pour destination les Philippines en 2013. Charge totale : 180 tonnes.

Le 17 août 2009, le Mriya décolle de Francfort-Hahn avec un générateur de 174 tonnes sur un châssis spécial, la charge emportée totalisant ainsi 187,6 tonnes. L'avion emporte ce fret jusqu'à l'aéroport d'Erevan en Arménie, pour être mis en service dans une centrale électrique à gaz.
L'Antonov An-225 Mriya, s'est posé le 19 avril 2020 sur l'aéroport Paris-Vatry. Quelque 150 tonnes de matériels de lutte contre la pandémie de Covid-19, dont 8 millions de masques FFP2, ont été débarquées en provenance de Chine,.
L’An-225 a également effectué un vol pour le compte du gouvernement du Québec au printemps 2020. Parti de Chine le 30 avril afin d'approvisionner la province en matériel médical pour aider dans la lutte contre la Covid-19, l'avion, nolisé par la firme québécoise Nolinor, a atterri vers 20 h 20 HAE le 1er mai à l'aéroport international Montréal-Mirabel, après une escale à Anchorage, en Alaska, afin d'y faire le plein de carburant. Le déchargement du matériel a pris environ huit heures avant que l'avion ne reparte le lendemain matin vers 7 h 20 HAE.

## Galerie

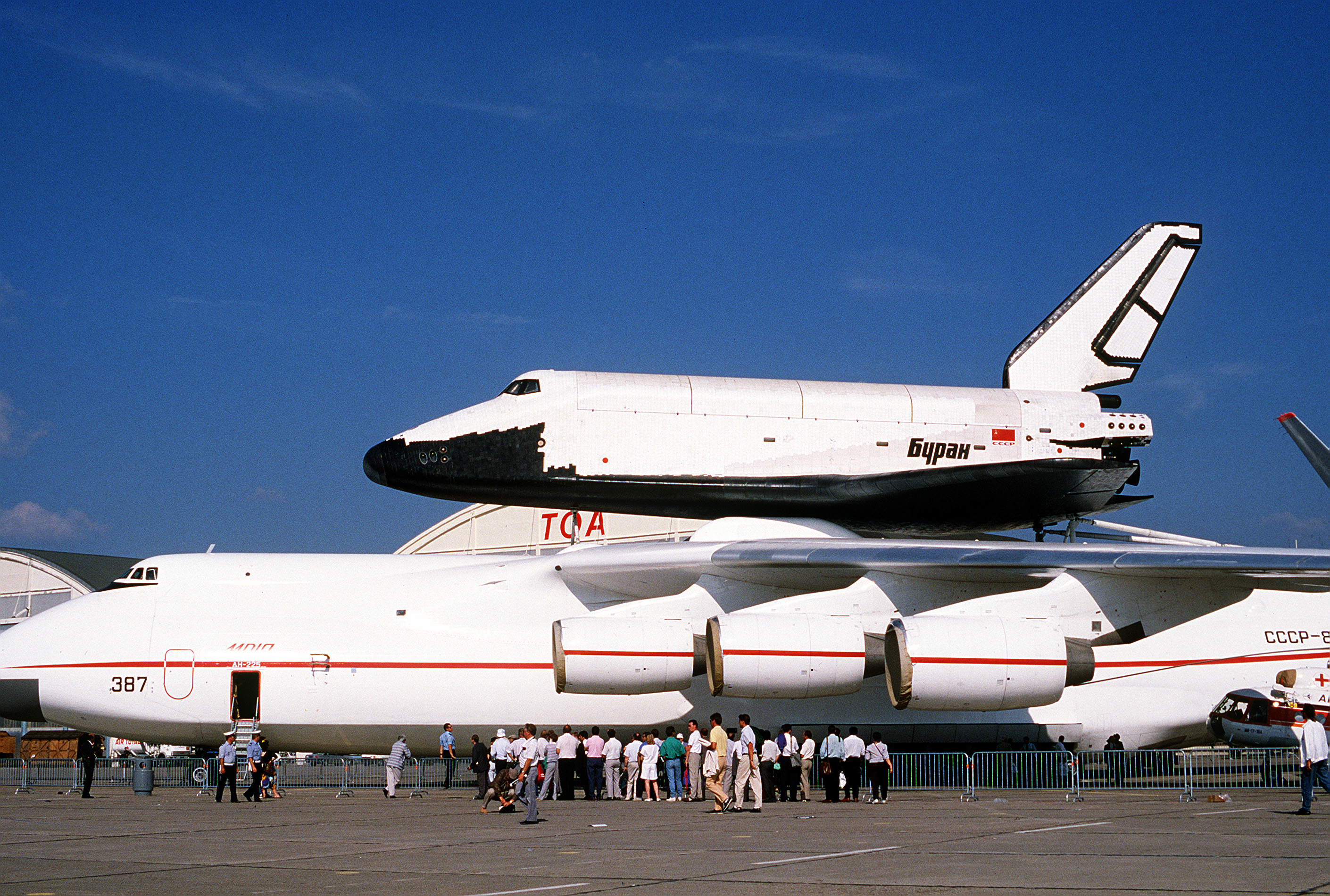
Antonov An-225 transportant la navette spatiale Bourane au Bourget en 1989.
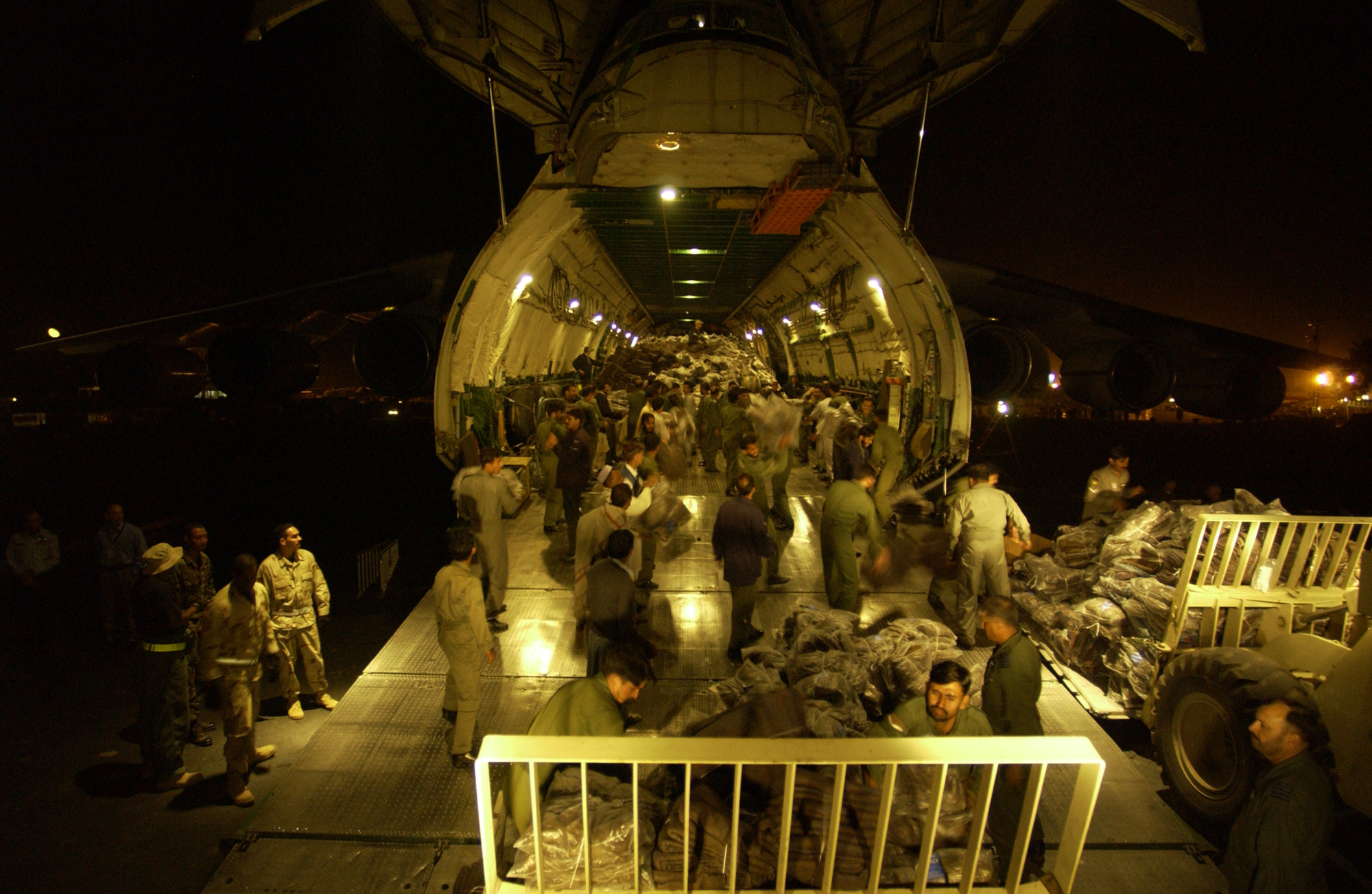
Vue nocturne de la soute.
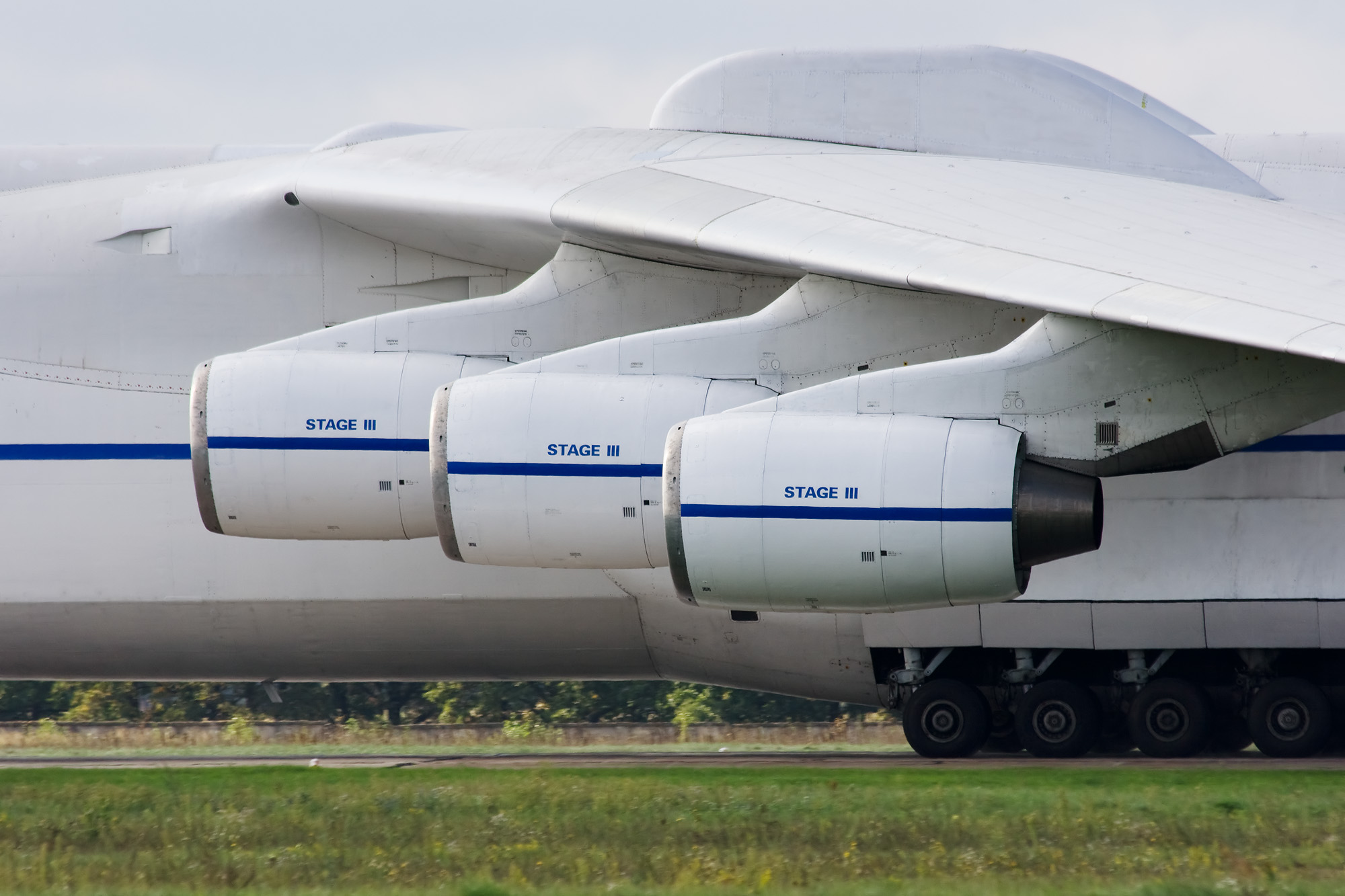
Les moteurs Ivtchenko-Progress D-18T de l'Antonov An-225.
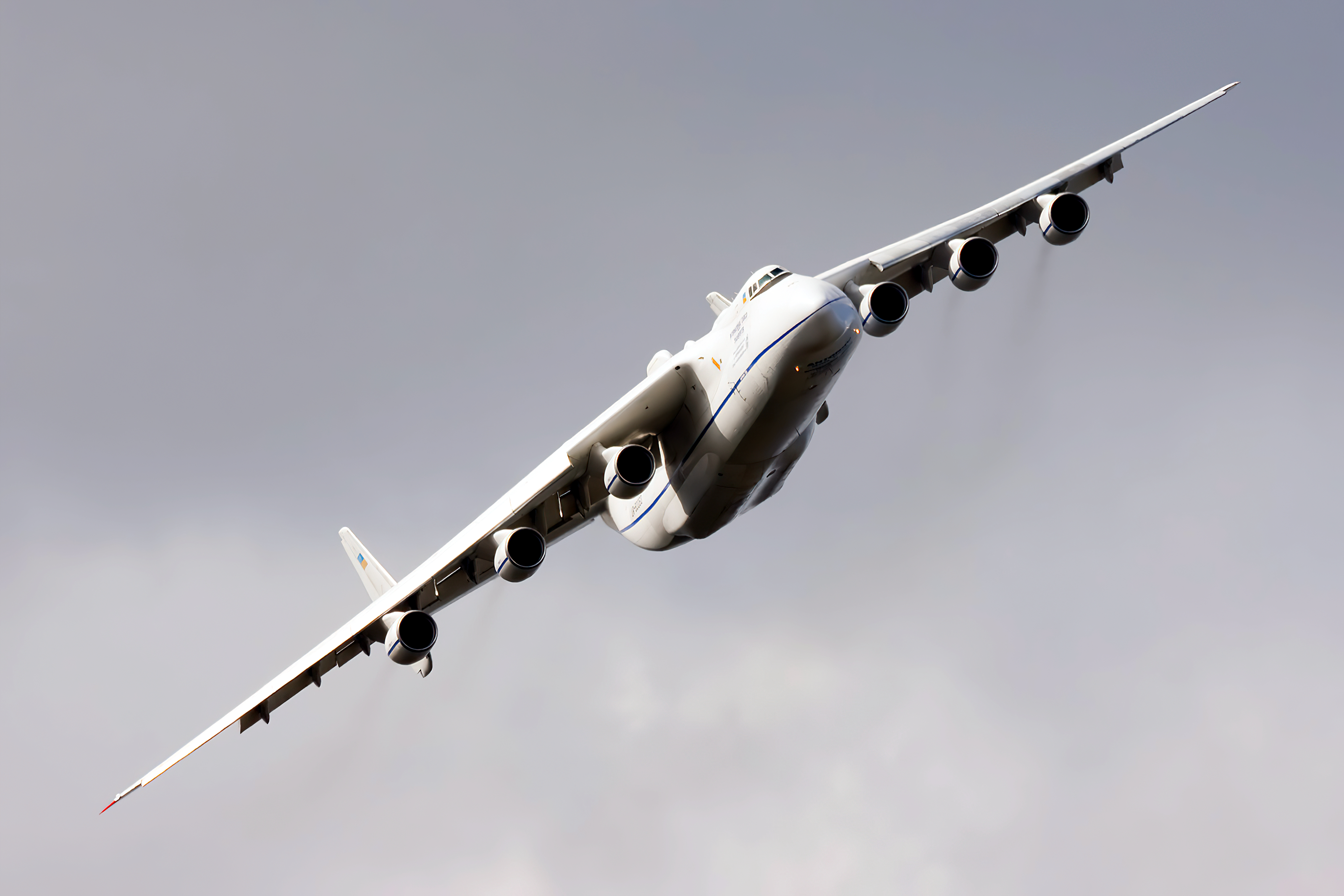
An-225 en vol.
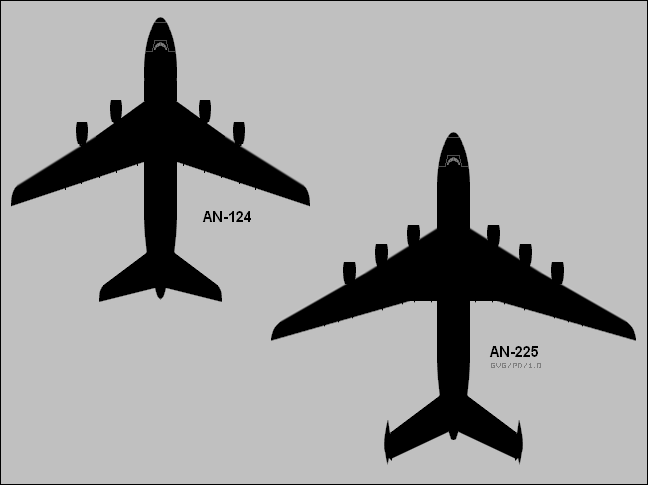
Comparaison entre un An-124 et un An-225.
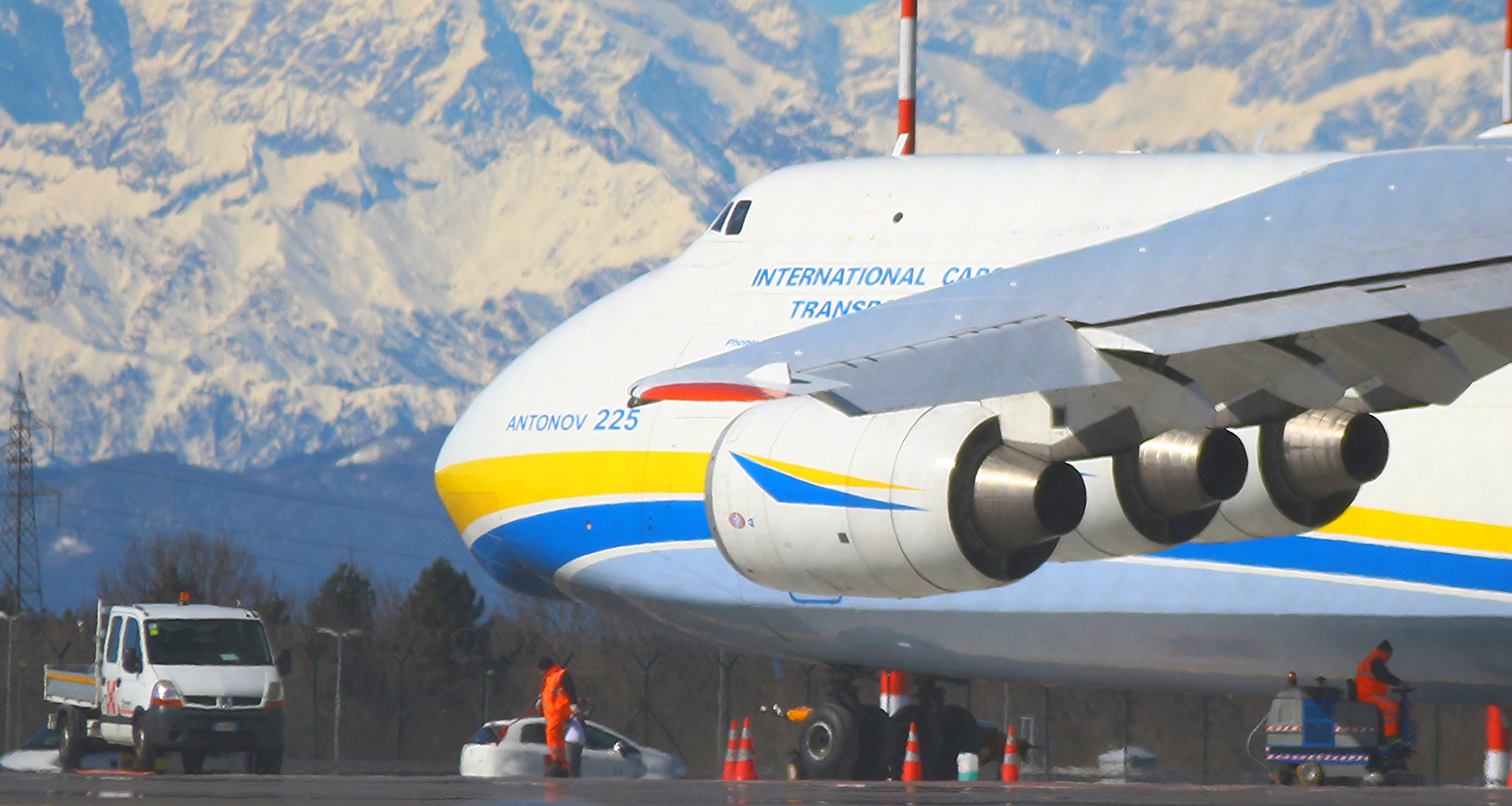
An-225 à l'aéroport de Milan Malpensa en février 2015.

## Dans la culture populaire
- Dans le film 2012, les héros utilisent l'Antonov An-500 (version de l'An-225 avec porte de soute à l'arrière qui était en projet mais jamais construit) pour s'échapper de Las Vegas afin d'aller en Chine. L'avion est détruit après sa chute d'un glacier de l'Himalaya.
- Dans le jeu vidéo Fire Department 3, il est utilisé dans la première mission, la mission étant de le sauver des flammes.
- L'An-225 est visible dans le jeu Saints Row: The Third, où il est utilisé par le Syndicat ainsi que par le STAG.
- Il apparaît dans le jeu vidéo Battlefield: Bad Company 2 lors de la dernière mission et contient l'arme ultime que le protagoniste doit détruire. Cependant, on ne voit que deux réacteurs sous les ailes dans le jeu au lieu de trois, ce qui laisse supposer qu'il s'agit plutôt d'un An-124.
- Dans le light-novel japonais 86: Eighty-Six de Asato Asato, l'avion Nachzehrer a été en partie inspiré par le Mriya[28].
- Il est disponible dans Microsoft Flight Simulator le 27 février 2023, un an après sa destruction, dans un pack payant. La totalité des sommes perçues seront reversées à Antonov Airlines afin de participer au financement de la construction du second An-225[29].